# Меркадо, Бернардо
Бернардо Меркадо (англ. Bernardo Mercado; 16 января 1952, Монтерия, Колумбия — 11 июня 2021) — колумбийский боксёр-профессионал, выступавший в тяжелой весовой категории. Наряду с Оскаром Ривасом — один из сильнейших колумбийских тяжеловесов в истории бокса. Обладал отличной физической подготовкой и сильным ударом.

## Ранние годы
О ранней жизни Меркадо известно очень мало. Бернардо родился 16 января 1952 года в городе Монтерия, Колумбия. В юношеские годы увлекся боксом. В начале 1970-х Меркадо был спарринг-партнером известного аргентинского тяжеловеса Оскара Бонавена.
В качестве любителя Меркадо принимал участие в Играх Центральной Америки и Карибского бассейна. В играх 1974 года, Меркадо выиграл бронзовую медаль в полутяжелой весовой категории проиграв в полуфинале венесуэльскому боксеру Эрнесту Санчесу. После удачной любительской карьеры, Меркадо в середине 1975 года принимает решение заняться подготовкой к профессиональной карьере и покидает Колумбию.

## Профессиональная карьера
Несмотря на колумбийское гражданство, почти все свои поединки Меркадо провел на территории США, преимущественно в штатах Калифорния и Невада.
Дебютировал на профессиональном ринге 15 ноября 1975 года в бою против начинающего боксера Генри Вашингтона, в активе которого было 5 боев. Вашингтон был нокаутирован в 1-м раунде. В период с декабря 1975 года по февраль 1976 года Бернардо провел 5 поединков против малоопытных, начинающих боксеров, во всех которых одержал победы нокаутом. 13 мая 1976 года Меркадо вышел на ринг против опытного мексиканского боксера, джорнимена Мануэля Рамоса, в активе которого было 53 боя, в том числе бои против таких соперников как Джо Фрейзер, Джо Багнер и Чак Вепнер. Тем не менее к тому времени Рамос имел уже 26 поражений, причем 12 последних боев он проиграл подряд. Рамос мало что мог противопоставить Меркадо и был нокаутирован им в 5 раунде. В августе того же года Бернардо вышел на бой с малопримечательным Джонни Маком, имевшим на своем счету 24 боя из которых 17 окончились поражением. Мак продемонстрировал неплохую стойкость и защитные действия, благодаря чему прошел всю дистанцию 8-раундового боя. Этот бой Меркадо выиграл по очкам единогласным решением судей.
22 сентября Бернардо победил нокаутом Бэтлинга Боба Смита, после чего через 7 дней — 29 сентября 1976 года вышел на свой первый 10-раундовый бой. Его соперником был малоизвестный Джеймс Вуди, которого Бернардо нокаутировал в 3-м раунде. После этого Меркадо одержал еще 6 побед нокаутом в основном над начинающими боксерами. 11 мая 1977 года Меркадо вышел на ринг против крепкого Хораса Робинсона. Робинсон проводил всего лишь 9-й бой в карьере, но имел в своем активе поединок против восходящей на тот момент звезды бокса Ларри Холмса. Этот бой прошел при большом скоплении зрителей в Мэдисон-сквер-гарден, в андеркарте боя между Кеном Нортоном и Дуэном Бобиком. Робинсон продемонстрировал неплохой потенциал и был близок к победе, но по окончании 6-раундового боя победа решением большинства судей была присуждена колумбийцу. После победы над Робинсоном, Меркадо отправился в Колумбию, где провел втрой свой поединок против Бэтлинга Боба Смита, которого он снова нокаутировал.
В ноябре 1977 года Бернардо вышел на ринг против небитого, но слабого тоголезца Фили Моэло. Для тоголезца Меркадо был первым серьезным противником в карьере и проверку на прочность он не выдержал. Меркадо избивал своего оппонента весь поединок и в итоге нокаутировал его в 8-м раунде. В феврале 1978 года Меркадо провел второй бой против Хораса Робинсона. Робинсон продемонстрировал хорошую выносливость и несколько раз по ходу боя смог потрясти колумбийца, но для реванша этого не хватило. По окончании 10 раундов, решением большинства судей победителем снова был объявлен колумбиец. Меркадо одержал неубедительную победу по очкам. В июне 1978 года Меркадо встретился с будущим чемпионом мира, небитым на тот момент Джоном Тейтом.  Для Тейта Бернардо был первым серьезным соперником в карьере. В бою с Тейтом Меркадо не совладал с его техникой и стилем боя и в середине 1-м раунда пропустил несколько сильных ударов. Во втором раунде Меркадо начал пропускать с дальней дистанции, вследствие чего впервые в карьере оказался в нокдауне. Меркадо сумел встать на счет 10, но восстановиться не успел, после второго падения рефери остановил бой, зафиксировав победу Тейта, который серьезно поднялся в рейтинге. Меркадо потерпел первое поражение в карьере.
Пытаясь подняться в рейтинге, Бернардо в октябре 1978 года вышел на бой против Майка Уивера. Бернардо не успел восстановиться после тяжелого поражения от Тейта и выбрал неверную тактику боя, вследствие чего к середине боя начал уставать. В 5 раунде увлекшись атакой, Бернардо получил убийственный апперкот, после чего поплыл и практически перестал сопротивляться, что привело к нокдауну. Меркадо не успел подняться на счет 10, по причине чего рефери зафиксировал победу Уивера нокаутом. Меркадо проиграл 2-й раз подряд. Впоследствии Уивер вспоминал, что из числа соперников, против которых ему приходилось выходить на ринг, у Меркадо был наиболее сильный удар. Несмотря на неудачи, Меркадо продолжил выходить на ринг против рейтинговых бойцов в попытке добиться титульного боя. Так в феврале 1979 года он нокаутировал малопримечательного Тони Пулу, после чего отправился в Канаду, где 3 апреля 1979 года вышел на ринг против будущего чемпиона, небитого на тот момент канадца Тревора Бербика.
Для Бербика более опытный Меркадо был серьезным соперником в карьере. Более опытный Меркадо уже в 1-м раунде обрушил на канадца град ударов, после которых Бербик пытался раскрыться для обмена ударов но пропустил убийственный хук и оказался в нокдауне. Тревор успел подняться но практически перестал сопротивляться. После недолгого избиения Бербик снова оказался на канвасе. На счет 10 он еще продолжал сидеть, вследствие рефери засчитал победу Меркадо нокаутом. Бербик впервые проиграл. Одержав еще две победы нокаутом над рейтинговыми бойцами, Бернардо в марте 1980 встретился с известным и опытным Эрни Шейверсом в элиминаторе за право стать обязательным претендентом на титульный бой. Для Шейверса это был первый бой после титульного боя с Ларри Холмсом, который Шейверс проиграл в сентябре 1979 года.
Шэверс занимал 1-ю строчку в рейтинге WBC и считался фаворитом в этом бою. В бою Шейверс. В первых раундах Эрни нанес множество точных ударов в голову Меркадо, в результате эти раунды остались за ним. Меркадо пытаясь подступиться к оппоненту использовал джебы и апперкоты, но приблизиться для нанесения своего фирменного силового удара не удавалось. В 6-м раунде Меркадо удалось нанести правый кросс, а затем левый хук, после чего Шейверс заметно поплыл и начал работать на отходе. Весь остаток раунда Меркадо непрерывно атаковал и раунд остался за ним. В 7-м раунде Шейверс выглядел сильно измотанным и постоянно входил в клинч. Используя его состояние, Меркадо провел комбинацию и нанес еще один мощный кросс, после которого Эрни оказался в нокдауне. На счет 10 он не успел подняться и рефери зафиксировал сенсационную победу Бернардо. На момент остановки боя по запискам всех трех Эрни Шэйверс побеждал. Меркадо же одержал одну из самых заметных побед в своей карьере и достаточно высоко поднялся в рейтингах. Шейверса в свою очередь прочно списали со счетов.
В начале 1980 года Мохаммед Али заявил о возвращении на ринг. Так как Али после победы над Спинксом покидал бокс в звании чемпиона, это давало ему право на внеочередной бой против текущего обладателя чемпионского пояса. В связи с чем рукводоство WBC объявило его обязательным претендентом на титульный бой с Ларри Холмсом в октябре 1980 года. Меркадо обязали встретиться с Леоном Спинксом в элиминаторе за право стать обязательным претендентом на чемпионский бой. Бой с Леоном Спинксом произошел 2 октября 1980 года в андеркарте боя Али-Холмс. Спинкс отлично подготовился к бою выбрал правильную тактику на бой. В бою Спинкс уступал в росте и физической мощи Меркадо и активно действовал джебом, пытаясь не дать колумбийцу приблизиться и нанести свой фирменный силовой удар. Меркадо постоянно атаковал, но Спинкс продемонстрировал отличную защиту. К концу боя Меркадо стал сильно уставать, в девятом раунде незадолго до его окончания Спинкс поймав Бернардо на ошибке, провел в его голову двойку, а затем провел комбинацию с двумя хуками в корпус и челюсть, после чего колумбиец оказался на канвасе. Он не успел подняться и рефери Ферд Эрнандес зафиксировал победу Леона Спинкса.
После поражения Меркадо не выходил на ринг более 6 месяцев. В ноябре 1981 года Меркадо вышел на ринг с Рэндаллом Коббом в очередном элиминаторе за право встретиться с обладателем чемпионского пояса. Бой прошел на дальней дистанции с обилием клинчей. По итогам 10 раундов с небольшим преимуществом Кобб был объявлен победителем единогласным решением судей. После этого боя Меркадо ушел из бокса на 2 года. В мае 1983 года Бернардо вернулся в бокс. встретившись с мексиканцем Фернандо Монтесом. Это был всего лишь третий бой, который колумбиец провел у себя на родине. В этом бою Меркадо одержал победу нокаутом, но заявил о потере мотивации и снова покинул ринг на 3 года. В сентябре 1986 года Бернардо предпринял очередную попытку возвращения на ринг, снова встретившись с Фернандо Монтесом. Монтес был снова нокаутирован.
Проведя еще 3 боя против малоизвестных боксеров и одержав 3 победы, Меркадо 2 августа 1988 года вышел на ринг против небитого Уэсли Уотсона. Уотсон был нокаутирован уже в 1-м раунде. В декабре 1989 года Меркадо отправился в Австралию, где встретился с будущим чемпионом, небитым Джеймсом Тандером, который был моложе его на 14 лет. Тандер проводил на тот момент всего лишь 6 бой в карьере, но в бою продемонстрировал потенциал и нокаутировал Меркадо уже в 1-м раунде, одержав сенсационную победу, после чего Бернардо Меркадо ушел из бокса окончательно.

## После бокса
После завершения карьеры Меркадо проживал на территории США, но впоследствии вернулся в Колумбию. Он вел уединенный образ жизни и избегал публичности. В 2010-х годах Меркадо стал испытывать проблемы со здоровьем. У него был диагностирован диабет, от осложнений которого он умер 11 июня 2021 года в возрасте 69 лет в больнице города Картахена.